# Костино (Кадыйский район)
Костино — деревня в Кадыйском районе Костромской области. Входит в состав Завражного сельского поселения.

## География
Находится в юго-восточной части Костромской области на расстоянии приблизительно 43 километров на юг по прямой от районного центра поселка Кадый на левом берегу Волги в пределах акватории Горьковского водохранилища.

## История
Известна была с 1872 года, когда здесь было учтено 16 дворов, в 1907 году отмечен был 31 двор.

## Население
Постоянное население составляло 128 человек (1872 год), 132 (1897), 163 (1907), 7 в 2002 году (русские 100 %), 4 в 2022.